# Chevrolet Biscayne
La Biscayne è un'autovettura full-size prodotta dalla Chevrolet dal 1958 al 1975.

## Il contesto
Il modello prese il nome da una show car presentata al General Motors Motorama nel 1955. Per la maggior parte degli anni in cui fu in produzione, la Biscayne fu il modello meno costoso della gamma di vetture full-size offerta dalla Chevrolet. Ebbe questo primato dal 1959 al 1975. Infatti, nel 1958 il modello più economico della gamma citata fu la Delray.
L'assenza di molti elementi d'allestimento, sia di carrozzeria che di interni, fu una caratteristica che perdurò per tutta la produzione del modello, mentre la Bel Air, leggermente più costosa, offriva allestimenti interni ed esterni più ricchi ad un prezzo sensibilmente inferiore a quello della Impala, che si collocava a metà della gamma di vetture full-size della Chevrolet.
Durante gli anni in cui fu prodotta, la Biscayne possedeva il motore montato anteriormente e la trazione posteriore.

## Storia

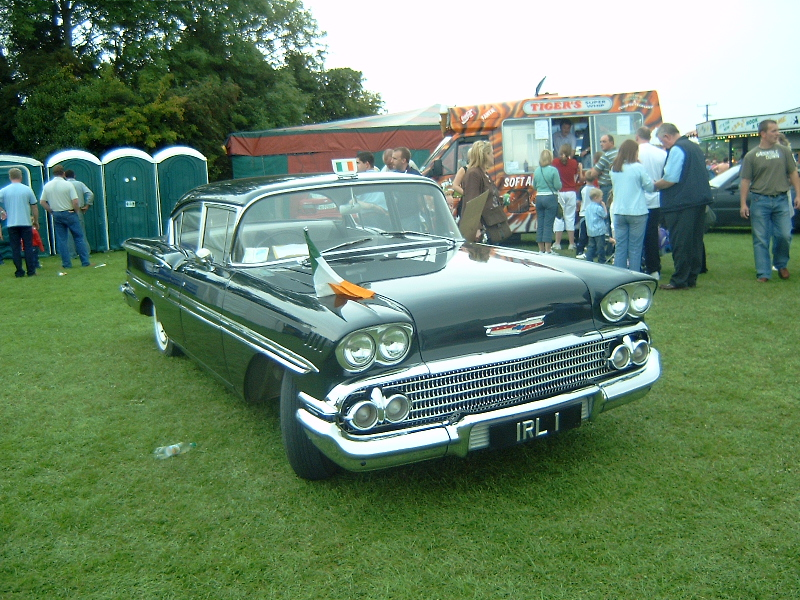
Chevrolet Biscayne del 1958

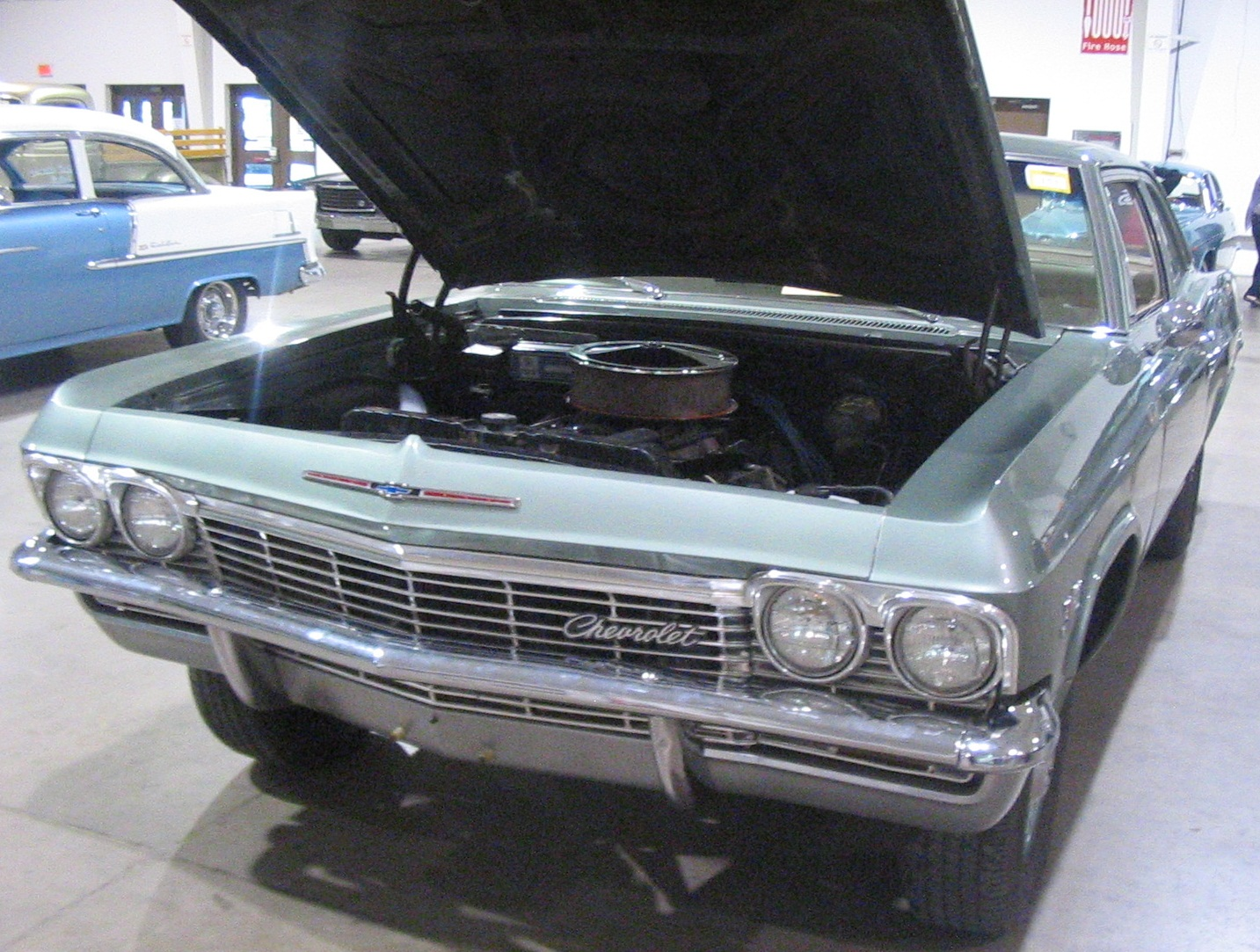
Chevrolet Biscayne del 1965

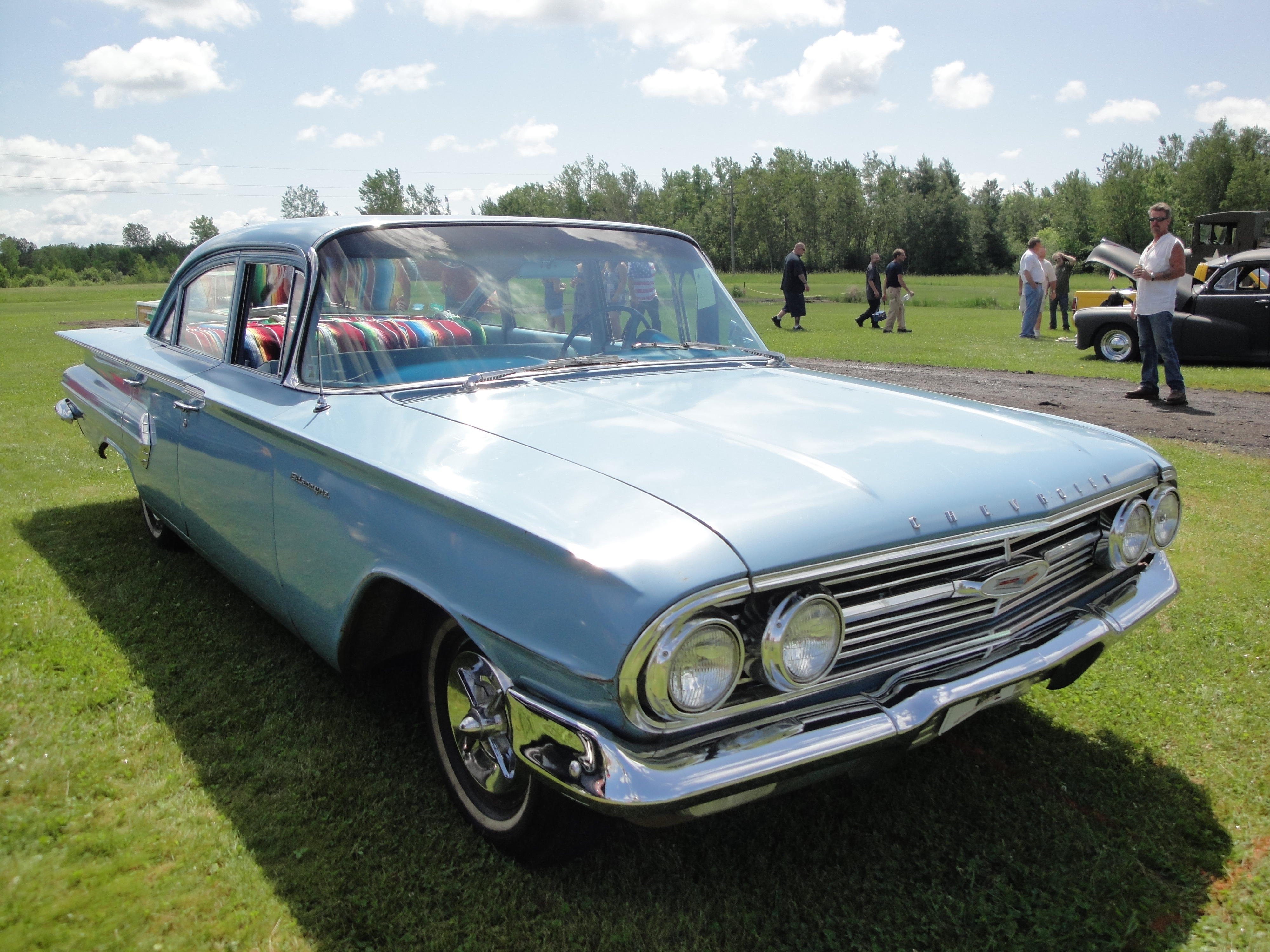
La Chevrolet Biscayne Model Year 1960

Nell'anno del lancio, la Biscayne era disponibile solo in versione due e quattro porte berlina. In entrambe le versioni era presente il montante centrale. La familiare fu disponibile, nella gamma Biscayne, dal 1962 al 1968. Infatti, dal 1958 al 1961 e dal 1969 al 1972, le versioni station wagon erano commercializzate con un nome differente, Brookwood. La berlina due porte fu tolta dal mercato nel 1969, e quindi negli anni successivi, l'unico corpo vettura disponibile fu il quattro porte berlina. Nel 1958, la Delray era collocata, nella gamma Chevrolet, appena sotto la Biscayne, ma fu tolta dal mercato l'anno successivo. Nel 1959 la Biscayne fu oggetto di un'importante revisione.
Le Biscayne erano principalmente destinate alle flotte aziendali delle società private, ma erano anche disponibili per clienti privati, particolarmente per quegli acquirenti che desideravano un modello ad un prezzo relativamente basso e senza fronzoli, senza però rinunciare allo spazio ed alla potenza di una vettura full-size. Mentre la maggior parte delle Biscayne, fino alla fine degli anni sessanta, vennero vendute con il motore a sei cilindri in linea, dai primi anni settanta diventarono più popolari i propulsori V8. Dal 1970 diventarono di serie il servosterzo ed il servofreno. Il cambio automatico TurboHydramatic fu offerto di serie su tutti gli esemplari con motore V8 dal 1971.
Come le Bel Air, le Biscayne erano facilmente identificabili dalla presenza di due fanali posteriori per lato. Le uniche eccezioni furono le Biscayne del 1959 e quelle del 1972. La più costosa Impala (e la successiva Caprice) ne possedevano invece tre per lato. La Biscayne era quasi totalmente priva di cromature, ed era normalmente dotata di piccoli coprimozzi, sebbene fossero disponibili come optional diverse decorazioni esterne ed i copricerchioni. Gli interni erano spartani, e la tappezzeria era costituita da un materiale (tessuto o vinile) relativamente economico. Il volante non possedeva ornamenti, ed i tappetini erano in gomma. Durante gli anni in cui fu in produzione, l'allestimento fu arricchito. Ad esempio, nel 1964, la Biscayne fu dotata di un nuovo volante speciale, di tappetini in moquette e di sedili anteriori imbottiti.
Molti optional lussuosi disponibili sulle Chevrolet più costose, come gli alzacristalli elettrici, non erano offerti sulle Biscayne. Comunque, i clienti potevano ordinare la propria Biscayne con qualsiasi motore Chevrolet V8 big-block. A questi propulsori erano associati dei cambi ad alte prestazioni, come ad esempio la trasmissione manuale a quattro velocità con leva Hurst e con basso rapporto finale. Il numero di esemplari prodotti di queste versioni ad alte prestazioni è stato molto basso, e le vetture sopravvissute sono molto ricercate dai collezionisti. Questo discorso vale però per le vetture originali, cioè assemblate dalla Chevrolet: è infatti possibile trovare sul mercato anche esemplari comuni che sono stati successivamente modificati con l'installazione di componenti ad alte prestazioni.

## Le quattro generazioni
La Biscayne è stata prodotta in quattro generazioni. La prima è stata assemblata dal 1958 al 1960, la seconda dal 1960 al 1964, la terza dal 1964 al 1970 e la quarta dal 1970 al 1975. Tutte le serie sono state prodotte ad Arlington, Texas ed a Oshawa, in Canada). La prima generazione è stata fabbricata anche a Woodville, in Australia.

### La prima serie (1958-1960)
I motori disponibili per la prima serie furono:
- Blue Flame a sei cilindri in linea da 3,9 L di cilindrata;
- V8 da 4,6 L;
- V8 da 5,7 L;

ed i cambi invece furono:
- manuale a tre rapporti;
- manuale a quattro rapporti;
- Powerglide automatico a due rapporti.

### La seconda serie (1960-1964)
I motori disponibili per la seconda serie furono:
- a sei cilindri in linea da 3,9 L di cilindrata;
- a sei cilindri in linea da 3,8 (1963-64);
- V8 da 4,6 L;
- V8 da 5,7 L (1961);
- V8 da 5,4 L (1962-64);
- V8 da 6,7 L;

ed i cambi invece furono:
- manuale a tre rapporti;
- manuale a quattro rapporti;
- Powerglide automatico a tre rapporti.

### La terza serie (1964-1970)
I motori disponibili per la terza serie furono:
- a sei cilindri in linea da 3,8 L di cilindrata (1965-66);
- a sei cilindri in linea da 4,1 L (1965-70);
- V8 da 4,6 L (1965-67);
- V8 da 5,4 L (1965-67);
- V8 da 5,0 L (1968);
- V8 da 5,7 L (1969-70);
- V8 da 6,6 L (1969-70);
- V8 da 6,7 L (1965-66);
- V8 da 6,5 L (1965-70);
- V8 da 7,0 L (1967-70);

ed i cambi invece furono:
- manuale a tre rapporti;
- manuale a quattro rapporti;
- Powerglide automatico;
- Turbo Hydramatic automatico a tre rapporti.

### La quarta serie (1970-1975)
I motori disponibili per la quarta serie furono:
- a sei cilindri in linea da 4,1 L di cilindrata;
- V8 da 5,7 L;
- V8 da 6,6 L;
- V8 da 7,4 L (1968);

ed i cambi invece furono:
- manuale a tre rapporti (disponibile di serie dal 1971 al 1973 su tutti i modelli con motore a sei cilindri);
- Turbo Hydramatic automatico a tre rapporti (opzionale dal 1971 al 1973 sui modelli con motore a sei cilindri; montato di serie in abbinamento ai V8 dal 1971 in avanti).

## La Biscayne Fleetmaster
Nel 1960 venne prodotta una versione della Biscayne scarsamente equipaggiata, che fu chiamata Fleetmaster. Destinata principalmente al mercato delle auto aziendali, la Fleetmaster possedeva degli interni spartani ed essenziali, ancora più economici della Biscayne standard, e non aveva in dotazione molti accessori come l'accendisigari, i braccioli delle portiere e lo specchietto di cortesia lato passeggero. Inoltre, molte parti che sulla Biscayne erano cromate, sulla Fleetmaster erano verniciate. La Fleetmaster era disponibile in versione berlina due e quattro porte.
Erano disponibili degli optional economici che si potevano trovare solamente sulla Fleetmaster. I motori ed i cambi ad alte prestazioni erano comunque ottenibili. I modelli con queste caratteristiche erano comuni su esemplari adibiti ad auto della polizia, e su vetture acquistate da clienti che necessitavano di un'auto potente ma leggera. La Fleetmaster venne tolta dal mercato nel 1961.

## La fine della produzione
La produzione della Biscayne terminò negli Stati Uniti nel 1972. Comunque, il nome Biscayne sopravvisse in Canada fino al 1975. Questi ultimi esemplari montavano un motore V8 da 5,7 L ed un cambio automatico TurboHydramatic.

## La Biscayne nei media
- In ambito videoludico, la Biscayne compare nel videogioco Grand Theft Auto: Vice City Stories (Dove un modello di prima generazione del 1960 viene denominato Voodoo)[2].
- Nel videogame Twisted Metal, la vettura Barca da Asfalto (Road Boat, in originale) è una Biscayne del 1972.